# Enos myrtea
Espèce
Enos myrtea est une espèce de lépidoptères (papillons) de la famille des Lycaenidae, sous-famille des Theclinae et du genre Enos.

## Dénomination
Enos myrtea a été décrit par William Chapman Hewitson en 1867, sous le nom initial de Thecla myrtea.

### Nom vernaculaire
Enos myrtea se nomme Myrtea Hairstreak en anglais.

## Description
Enos myrtea est un petit papillon aux antennes et aux pattes annelées de blanc et de marron, avec deux fines queues, une courte et une longue à chaque aile postérieure.
Le dessus est marron clair largement suffusé de bleu violet métallisé.
Le revers est beige, orné aux ailes antérieures et aux ailes postérieures d'une fine ligne postdiscale blanche doublée de marron, avec, aux ailes postérieures, une ligne submarginale de chevrons marron et deux gros ocelles rouge pupillés de noir entre les deux queues et à l'angle anal.

## Écologie et distribution
Enos myrtea est présent en Colombie, au Brésil et en Guyane,,.

### Protection
Pas de statut de protection particulier.